# Agilolfingové
Agilolfingové byla šlechtická rodina původem z Frank či Bavorska, která vládla Bavorskému vévodství cirka od roku 550 do roku 788. Své jméno získala podle Agilulfa, pololegendárního knížete germánských Svébů a potomka galicijského krále Hermericha. Prvním vévodou tohoto rodu zmíněným v některém z pramenů byl Garibald I. Vedlejší větev rodu vládla Langobardskému království přerušovaně v letech 616 až 712.
Lex Baiuvariorum, vydaný kolem roku 743, je označuje za vedoucí dynastii, dosazenou merovejskými králi Franské říše. Jejich bavorské sídlo se nacházelo v Řezně. Oponovali vzestupu franských majordomů z rodu Karlovců, kteří je nakonec zbavili moci.

## Vladaři
Následující seznamy podávají přibližná data panování agilolfingských vladařů, celá chronologie je však poměrně nejistá.

### Bavorští vévodové
- asi 548–595: Garibald I. Bavorský (příslušnost k rodu není jistá)
- asi 595–610: Tassilo I. Bavorský
- asi 610–6??: Garibald II. Bavorský
- asi 6??–680: Theodo I. Bavorský
- asi 680–???: Landfried Bavorský
- asi ???–717: Theodo II. Bavorský
- asi 717–719: Tassilo II.Bavorský
- asi 719–725: Theodo III. Bavorský
- asi 725–736: Hugbert Bavorský (také Hucbert)
- asi 736–748: Odilo Bavorský
- asi 748–788: Tassilo III. Bavorský
- Roku 788 poslal Karel Veliký Tassila III. do kláštera a Bavorsko přivtělil k říši.

### Králové Langobardů
- 653–661 Aripert I.
- 661–662 Godepert a Perctarit
- 671–688 Perctarit
- 688–700 Cunipert
- 700 Liutpert
- 701 Raginpert
- 701–712 Aripert II.

## Hodnocení
Agilolfingové se významně přičinili o civilizaci dnešního Bavorska, části Rakouska a patrně i okolních krajin. Vedli cílevědomou osidlovací politiku, zavedli křesťanství, založili biskupství Řezno, Freising, Pasov a Salcburk, několik klášterů (Kremsmünster, Mondsee a kostelů (Altötting, aj.) Zastavili expanzi Avarů a vydali Lex Baiuvariorum, kodex kmenového práva.